# Saint-Rambert-en-Bugey

Saint-Rambert-en-Bugey este o comună în departamentul Ain din estul Franței.